# Die Party Animals sind zurück!
Die Komödie Paris Hilton – Die Party Animals sind zurück! ist ein 2006 entstandener Film von William Heins. In den Hauptrollen spielen Paris Hilton, Paula Garcés, Holly Valance und Sarah Carter.

## Handlung
Victoria English ist die Leiterin der heißesten Sorority (dt. Studentinnenverbindung) an der South Beach University in Miami. In ihre Sorority darf niemand, der durch das strenge Auswahlverfahren fällt.
Als die Toilettenrohre auf dem Campus kaputt gehen, müssen die Freundinnen Gloria, Poo Poo, Maxine, Monique, Kathy und Morgan eine neue Wohnung finden, bis der Schaden behoben ist. Als sie feststellen, dass ihr Geld für eine Mietwohnung nicht reicht, fragen sie bei allen Verbindungen nach. Dabei stellen sie fest, dass ihnen die Gamma-Gammas, Victorias „Königreich“, am normalsten erscheint.
Victoria versucht momentan, auf die Titelseite der FHM zu kommen und nutzt ihre Kommilitoninnen schamlos dafür aus. Da kommen die Loser gerade recht und sie entscheidet sich, sie der von FHM gewünschten „Vielfalt“ wegen aufzunehmen.
Doch Victoria wäre nicht sie selbst wenn sie den neuen Anwärterinnen nicht zeigen würde, wo deren Makel sind. Das macht sie auf so demütigende Weise, dass sich die Mädchen entschließen, ein Hausboot zu mieten.
Dieses soll Kristen im Auftrag von Victoria losbinden, damit es auf dem Fluss abwärts treibt. Doch die Mädchen lassen das nicht auf sich beruhen und schmieden einen Racheplan.
Und an dem Tag, als Victorias Bild schließlich auf der Titelseite der FHM erscheint, wird allen klar: Victoria hatte die ganze Zeit nur an ihren eigenen Erfolg gedacht, die anderen waren ihr egal, denn die sind nicht mit auf dem Magazin.
Doch nach einer kurzen Enthüllung ihrer Vergangenheit beginnen alle Gäste eine Kuchenschlacht – und sie macht mit.

## Synchronisation
| Rolle            | Schauspieler   | Synchronsprecher         |
| ---------------- | -------------- | ------------------------ |
| Victoria English | Paris Hilton   | Anja Stadlober           |
| Gloria Torrez    | Paula Garcés   | Kathrin Neusser          |
| Kristen Haas     | Sarah Carter   | Susanne Geier            |
| Kathy Johnson    | Kerri Kenney   | Martina Treger           |
| Derek            | Simon Rex      | Robin Kahnmeyer          |
| Dax              | Geoffrey Arend | Kim Hasper               |
| Poo Poo          | Noureen DeWulf | Esra Vural               |
| Morgan           | Alexis Thorpe  | Julia Kaufmann           |
| Maxine Picker    | Amanda Aday    | Marie-Luise Schramm      |
| Carmen Electra   | Carmen Electra | Bianca Krahl             |
| Babs Cohen       | Diva Zappa     | Magdalena Turba          |
| Buford Gomez     | Rick Najera    | Michael Pan              |
| Monique          | Bianca Lawson  | Jill Böttcher            |
| Miss Prin        | Lin Shaye      | Kerstin Sanders-Dornseif |

## Hintergrund
- In Deutschland wurde der Film nur als DVD veröffentlicht, ein Jahr nach amerikanischer Erstveröffentlichung.
- Weltweit brachte der Film bis jetzt $ 1.556.337 ein.
- Der Film wurde in Miami, im US-Bundesstaat Florida, gedreht.
- Der Film ist nicht die Fortsetzung zu „Party Animals“ mit Ryan Reynolds.

## Kritik
Christoph Petersen von Filmstarts.de schrieb: „Paris Hilton als verwöhnt-arrogante, blond-pinke Verbindungs-Prinzessin ist ein Ereignis. Die platte College-Comedy ‚Paris Hilton: Die Party Animals sind zurück!‘ ist definitiv keins – der aktuell achte Platz auf der ‚Bottom 100‘-Liste der International Movie Data Base ist aber ebenso definitiv zu viel des Guten.“
Pledge This! befindet sich auf der IMDb-Liste der 100 schlechtesten Filme. (Stand: September 2010 und Juni 2012).